# Kaja Draksler

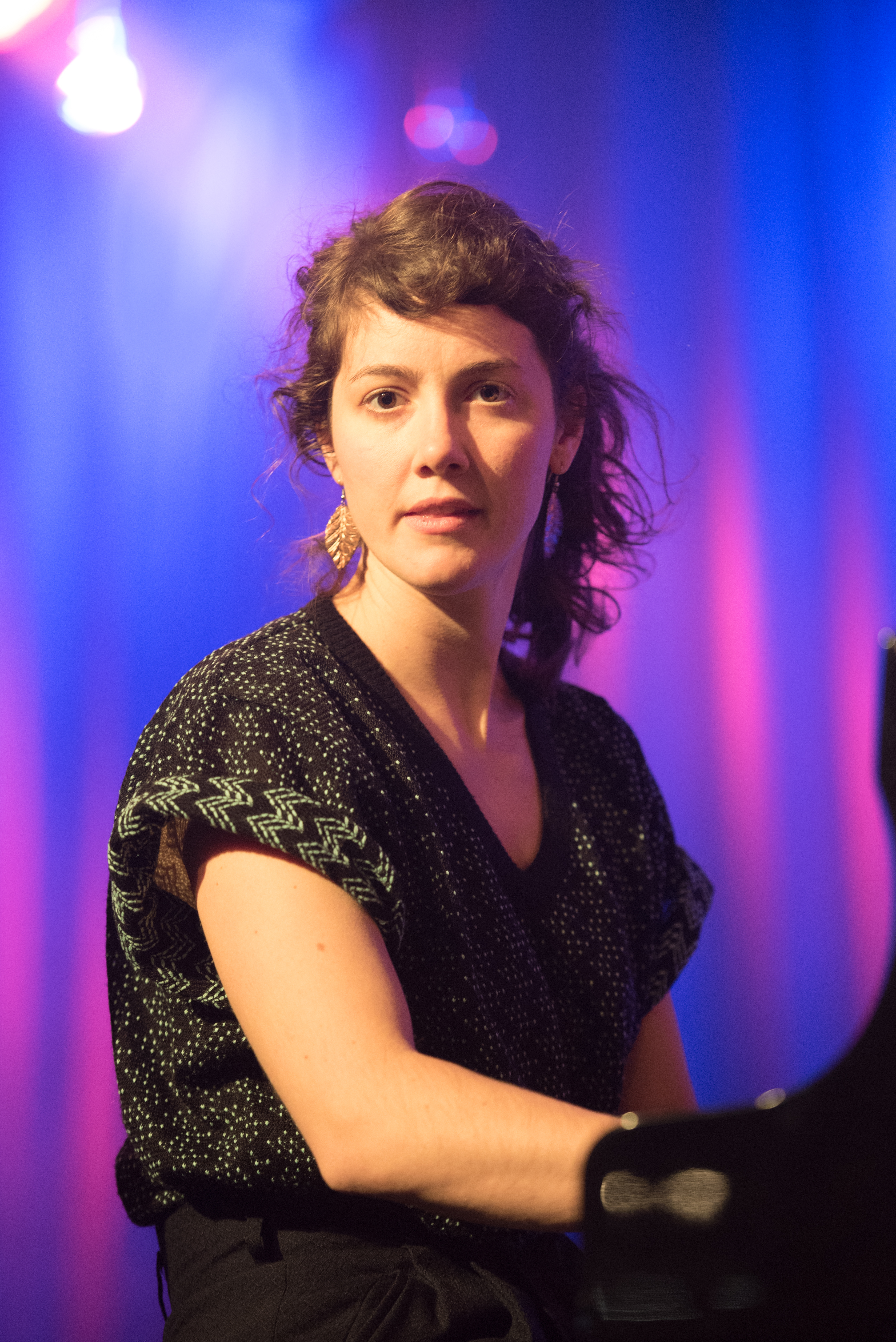
Kaja Draksler beim Moers Festival 2016

Kaja Draksler (* 6. Februar 1987 in Kranj) ist eine slowenische Pianistin und Komponistin, die „sich im Grenzbereich und in der Schnittmenge von Jazz, frei improvisierter Musik, Klassischer Moderne und Neuer Musik“ bewegt; soweit Spuren aus der Volksmusik des Balkan und Slowenien durchschimmern, fungieren diese „im Sinne einer imaginären Folklore“.

## Leben und Wirken
Draksler begann im Alter von 4 Jahren Klavier zu spielen und wurde bis 2005 an der Musikakademie in Ljubljana ausgebildet. Anschließend absolvierte sie am Prins Claus Konservatorium in Groningen ein Jazzstudium – ihre Abschlussarbeit schrieb sie über Cecil Taylor –, um dann am Conservatorium van Amsterdam bis 2013 bei Richard Ayres Komposition zu studieren. Sie nutzte einen Aufenthalt in New York, um zudem Unterricht bei Jason Moran und Vijay Iyer zu nehmen.
2005 war Draksler Mitbegründerin des Acropolis Quintet in Groningen. Weiterhin gründete sie die BadBooshBand. 2007 war sie Mitglied des European Movement Jazz Orchestra, für das sie auch komponierte (CD Live in Coimbra 2007). 2007 verfasste sie das Konzert Orpheus und Eurydice für Akkordeon und Orchestra, das Janez Dovč und die Slowenische Philharmonie uraufführte und einspielte. Auch komponierte sie für das Metropole Orkest sowie für das Italian Instabile Orchestra und arrangierte Volkslieder aus dem Mittelmeergebiet für ein Oktett (Katarchestra, 2007).
Drakslers Auftritt beim Jazzfestival Ljubljana wurde 2013 auf CD veröffentlicht. Ihr Solokonzert 2015 beim INNtöne Jazzfestival in Diersbach wurde für den Rundfunk mitgeschnitten; 2016 trat sie mit Susana Santos Silva beim Moers Festival auf. Beim JazzFest Berlin 2017 überzeugte sie im Trio mit Petter Eldh und Christian Lillinger. Mit ihrer Fähigkeit, zwischen Komponiertem und Improvisiertem zu wechseln, ohne beides klar voneinander zu trennen, gilt sie „als eine der wichtigsten Piano-Stimmen der europäischen Szene“.

## Preise und Auszeichnungen
Draksler gewann 2009 den niederländischen Deloitte Jazz Award. Das Trio Punkt.Vrt.Plastik, das sie mit Christian Lillinger und Petter Eldh bildet, erhielt als „Band des Jahres“ den Deutschen Jazzpreis 2022.

## Diskographische Hinweise
- Kaja Draksler Acropolis Quartet feat. Sanem Kalfa Türkü (Goga/CDBaby 2010)
- The Life of Many Others (Clean Feed Records 2013)
- Kaja Draksler & Susana Santos Silva This Love (Clean Feed Records 2016)
- Kaja Draksler Octet Gledalec (Clean Feed Records 2017, mit Laura Polence, Björk Níelsdóttir, Ada Rave, Ab Baars, George Dumitriu, Lennart Heyndels, Onno Govaert)[7]
- Kaja Draksler, Petter Eldh, Christian Lillinger Punkt.vrt.Plastik (Intakt, 2018)[8]
- Kaja Draksler & Terrie Ex: The Swim (Terp 2020)
- Kaja Draksler, Petter Eldh, Christian Lillinger Punkt.vrt.Plastik: Somit (Intakt, 2021)[9][10]